# Kreisliga Nordwestsachsen
Die Kreisliga Nordwestsachsen war eine der obersten Fußballligen des Verbandes Mitteldeutscher Ballspiel-Vereine (VMBV). Sie wurde 1919 im Zuge einer Spielklassenreform seitens des VMBV ins Leben gerufen ins Leben gerufen und bestand bis 1923. Der Sieger qualifizierte sich für die Endrunde der mitteldeutschen Fußballmeisterschaft.

## Überblick
1919 beschloss der VMBV, über die bestehenden Gauligen sogenannte Kreisligen als erste Spielklassen einzuführen, die mehrere Gaue beinhalteten. Zuvor war die Anzahl an erstklassigen Ligen teilweise bereits auf über 20 angestiegen, was eine Verwässerung des Spielniveaus in der mitteldeutschen Fußballendrunde verursachte. Die Kreisliga Nordwestsachsen beinhaltete die Gaue Elbe-Elster und Nordwestsachsen und wurde zu Beginn mit zehn Teilnehmern ausgespielt. Zur Spielzeit 1923/24 wurden die Kreisligen wieder abgeschafft, fortan bildeten erneut die zahlreichen Gauligen die ersten Spielklassen innerhalb es VMBVs, wobei die ehemalige Gauliga Mittelsachsen fortan den Namen Gauliga Nordsachsen bekam und die Gauliga Südwestsachsen den Namen Gauliga Mittelsachsen erhielt.
Die Kreisliga Nordwestsachsen wurde von den Leipziger Vereinen aus dem Gau Nordwestsachsen dominiert, kein einziger Verein aus dem ebenfalls dem Kreis angeschlossenen Gau Elbe-Elster konnte die höchste Spielklasse erreichen. Gauseriensieger VfB Leipzig dominierte auch die Kreismeisterschaft und gewann zweimal den Titel. Auch die bereits in der Gauliga erfolgreiche SpVgg 1899 Leipzig-Lindenau konnte zweimal die Kreismeisterschaft gewinnen. Wie schon zu Gauligazeiten gehörten auch zu Zeiten der Kreisliga die Vereine aus Nordwestsachsen zu den dominierenden Vereinen im VMBV. 1919/20 und 1921/22 wurde der Kreismeister Nordwestsachsens ebenfalls mitteldeutsche Fußballmeister und qualifizierte sich somit für die deutsche Fußballmeisterschaft. In den anderen beiden Spielzeiten während der Kreisligaexistenz wurden die jeweiligen Kreismeister Nordwestsachsens mitteldeutscher Vizemeister.

## Meister der Kreisliga Nordwestsachsen 1920–1923
| Jahr    | Kreismeister Nordwestsachsen | Abschneiden mitteldt. Meisterschaft a | Mitteldeutscher Meister     |
| ------- | ---------------------------- | ------------------------------------- | --------------------------- |
| 1919/20 | VfB Leipzig                  | 1/6                                   | VfB Leipzig                 |
| 1920/21 | SpVgg 1899 Leipzig-Lindenau  | 2/7                                   | FC Wacker Halle             |
| 1921/22 | SpVgg 1899 Leipzig-Lindenau  | 1/7                                   | SpVgg 1899 Leipzig-Lindenau |
| 1922/23 | VfB Leipzig                  | Finale                                | SV Guts Muts Dresden        |

## Rekordmeister
Rekordmeister der Kreisliga Nordwestsachsen sind der VfB Leipzig und die SpVgg 1899 Leipzig-Lindenau, die den Titel jeweils zweimal gewinnen konnten.
|  | Verein                      | Titel | Jahr             |
|  | --------------------------- | ----- | ---------------- |
|  | VfB Leipzig                 | 2     | 1919/20, 1922/23 |
|  | SpVgg 1899 Leipzig-Lindenau | 2     | 1920/21, 1922/23 |

## Ewige Tabelle
Berücksichtigt sind alle überlieferten Spielzeiten der erstklassigen Kreisliga Nordwestsachsen von 1919 bis 1923.
| Pl. | Verein                      | Jahre | Sp. | S  | U  | N  | T+  | T-  | Diff. | Punkte | Ø-Pkt. | Titel | Gau             |
| --- | --------------------------- | ----- | --- | -- | -- | -- | --- | --- | ----- | ------ | ------ | ----- | --------------- |
| 1.  | VfB Leipzig                 | 4     | 78  | 58 | 9  | 11 | 204 | 70  | +134  | 125:31 | 1,6    | 2     | Nordwestsachsen |
| 2.  | SpVgg 1899 Leipzig-Lindenau | 4     | 78  | 52 | 10 | 16 | 204 | 82  | +122  | 114:42 | 1,46   | 2     | Nordwestsachsen |
| 3.  | SV Fortuna Leipzig 02       | 4     | 78  | 51 | 9  | 18 | 166 | 89  | +77   | 111:45 | 1,42   | 0     | Nordwestsachsen |
| 4.  | FC Eintracht Leipzig        | 4     | 78  | 34 | 15 | 29 | 120 | 122 | −2    | 83:73  | 1,06   | 0     | Nordwestsachsen |
| 5.  | Wacker Leipzig              | 4     | 78  | 34 | 11 | 33 | 143 | 125 | +18   | 79:77  | 1,01   | 0     | Nordwestsachsen |
| 6.  | VfTuB Leipzig               | 4     | 78  | 24 | 12 | 42 | 137 | 170 | −33   | 60:96  | 0,77   | 0     | Nordwestsachsen |
| 7.  | BV Olympia Leipzig          | 4     | 78  | 23 | 13 | 42 | 101 | 156 | −55   | 59:97  | 0,76   | 0     | Nordwestsachsen |
| 8.  | Leipziger BC 1893           | 4     | 78  | 23 | 8  | 47 | 100 | 186 | −86   | 54:102 | 0,69   | 0     | Nordwestsachsen |
| 9.  | FC Viktoria Leipzig         | 3     | 62  | 16 | 17 | 29 | 66  | 95  | −29   | 49:75  | 0,79   | 0     | Nordwestsachsen |
| 10. | Leipziger SV 1899           | 3     | 62  | 17 | 15 | 30 | 57  | 100 | −43   | 49:75  | 0,79   | 0     | Nordwestsachsen |
| 11. | FC Sportfreunde Leipzig     | 3     | 60  | 13 | 11 | 36 | 75  | 122 | −47   | 37:83  | 0,62   | 0     | Nordwestsachsen |
| 12. | SV Pfeil Leipzig            | 1     | 24  | 9  | 4  | 11 | 41  | 63  | −22   | 22:26  | 0,92   | 0     | Nordwestsachsen |
| 13. | SV Germania Leipzig         | 1     | 24  | 6  | 2  | 16 | 39  | 73  | −34   | 14:34  | 0,58   | 0     | Nordwestsachsen |